# Jessica Hamby
Jessica Hamby è un personaggio immaginario della serie televisiva True Blood, creata da Alan Ball.
Jessica, interpretata da Deborah Ann Woll, non è un personaggio della saga letteraria creata da Charlaine Harris, su cui si basa la serie televisiva, ma è un personaggio creato appositamente da Alan Ball per la serie.
Il personaggio di Jessica è apparso in modo ricorrente dalla fine della prima stagione fino a tutta la seconda, per poi essere "promosso" a regolare dalla terza stagione.

## Biografia del personaggio
Jessica Hamby è una ragazza di 17 anni, cresciuta secondo una ferrea educazione cristiana, in un ambiente familiare estremamente rigido. La sua vita era scandita tra scuola, i compiti, la chiesa e lezioni di clarinetto, controllata dai genitori che le impedivano di uscire con le amiche, avere fidanzati e guardare la televisione.

### Prima stagione
Una notte, dopo essere uscita furtivamente da casa, viene rapita da un gruppo di vampiri e portata in un deposito di rottami dove ha un ruolo chiave in un processo per omicidio contro un vampiro. Il vampiro in questione è Bill Compton, costretto a trasformarla in un vampiro per punizione per la morte di Long Shadow, ucciso per proteggere la sua fidanzata Sookie.
Dopo essere stata trasformata, Jessica si risveglia senza sapere cosa significhi essere un vampiro, la sua prima reazione è di estremo sollievo e gioia, sentendosi finalmente libera dalle costrizioni familiari. Jessica si dimostra una baby vampira fastidiosa e petulante, mettendo in difficoltà il suo creatore, impreparato nel compito di gestire la sua irruenza.
Il senso iniziale di libertà di Jessica svanisce velocemente quando Bill le impone delle regole; dovrà bere solo True Blood, dovrà sottostare ad un coprifuoco e non dovrà cibarsi di esseri umani.

### Seconda stagione
Durante la seconda stagione, dopo aver imparato parzialmente a controllare i suoi istinti e a ipnotizzare le persone, incontra al Merlotte's Hoyt Fortenberry. Tra i due nasce presto una tenera e romantica storia d'amore, infatti Hoyt accetta senza remore la sua natura vampira.
Quando Bill e Sookie hanno dovuto andare a Dallas, Jessica è stata costretta a seguirli, visto che è sotto la responsabilità di Bill ed è ancora troppo giovane ed inesperta per essere lasciata sola. Mentre Bill e Sookie sono impegnati nella loro missione, Jessica inizia un rapporto telefonico con Hoyt, fino a che lui non si decide a raggiungerla a Dallas. I due innamorati trascorrono una romantica serata in cui si scoprono entrambi vergini. Dopo aver fatto l'amore, Jessica scopre che il suo imene è ricresciuto, capendo che questo accadrà ogni volta che copulerà rendendola eternamente vergine.
Tornati a Bon Temps, Hoyt si rende conto che la natura di Jessica è come un'arma pronta ad esplodere, soprattutto quando la fidanzata aggredisce sua madre Maxine, che l'aveva pesantemente insultata (sotto l'influsso di Maryann). Costretto a prendere le difese della madre, Hoyt caccia la fidanzata in malo modo. Disperata, Jessica accetta la compagnia di un camionista, intenzionato a copulare, mentre lei vuole solo nutrirsi di lui.

### Terza stagione
Dopo aver ucciso il camionista, Jessica deve trovare un modo per nascondere il cadavere. Rimasta sola e spaventata, visto che il suo creatore Bill è stato rapito, Jessica si rivolge a Pam, che le consiglia di fare a pezzi il cadavere con una motosega. Ma il cadavere è scomparso, solo in seguito scopre che il corpo è stato preso da un vampiro di nome Franklin Mott, che inizia a ricattarla per ottenere informazioni su Bill Compton.
Nel corso della terza stagione, Jessica viene assunta come cameriera al Merlotte's.